# IC 166
IC 166 је расијано звјездано јато у сазвјежђу Касиопеја које се налази на листи објеката дубоког неба у Индекс каталогу.
Деклинација објекта је + 61° 51' 12" а ректасцензија 1h 52m 22,0s. Привидна величина (магнитуда) објекта IC 166 износи 11,7. IC 166 је још познат и под ознакама OCL 334.